# 431-й истребительный авиационный полк
431-й истребительный авиационный Краснознамённый полк (431-й иап) — воинская часть Военно-Воздушных сил (ВВС) Вооружённых Сил РККА, принимавшая участие в боевых действиях Великой Отечественной войны.

## Наименования полка

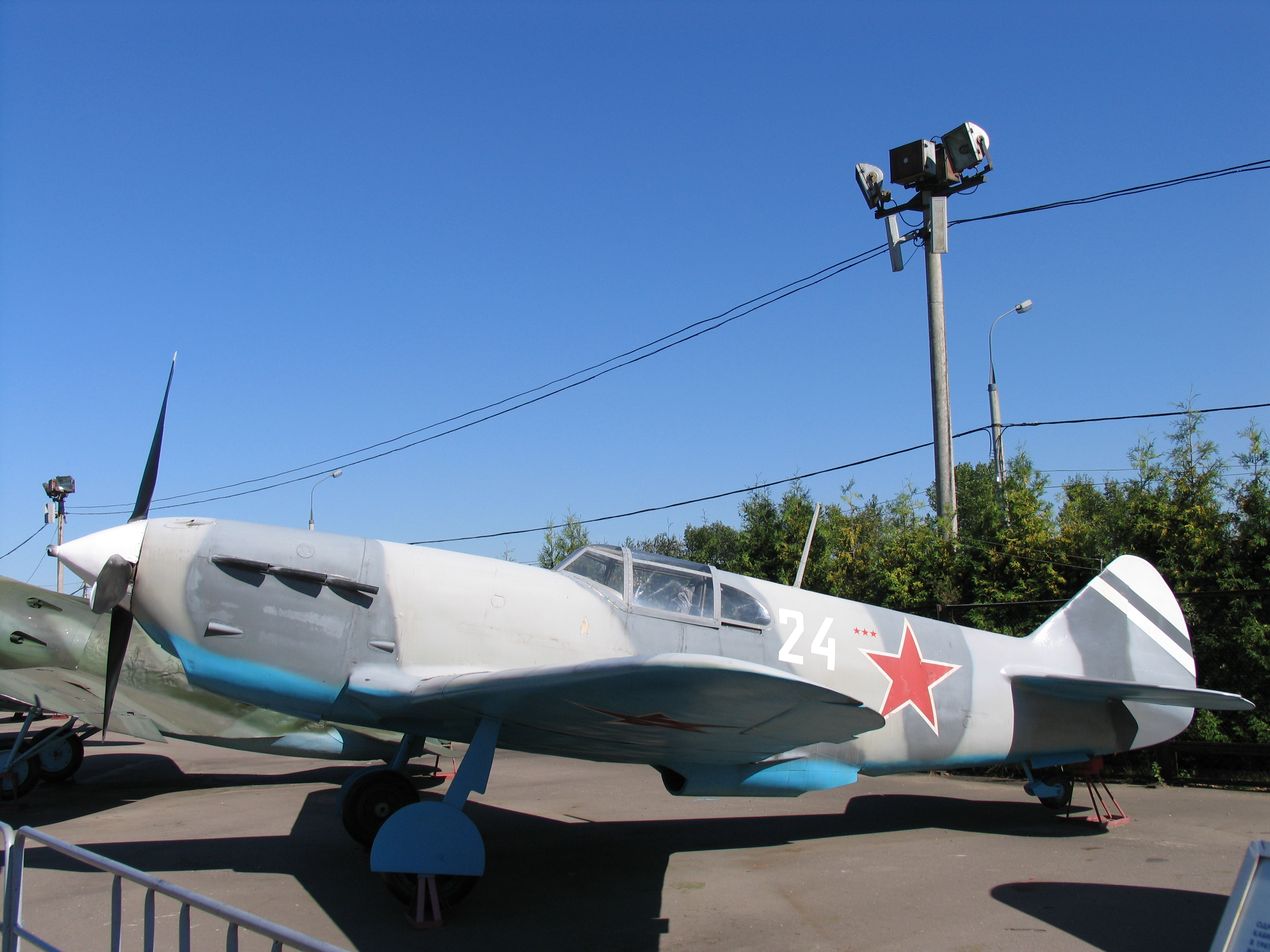
ЛаГГ-3

- 426-й истребительный авиационный полк;
- 431-й истребительный авиационный полк;
- 431-й истребительный авиационный Краснознамённый полк;
- 431-й истребительный авиационный Краснознамённый полк ПВО;
- Полевая почта 26391.

## Создание полка
В период с 27 июля по 7 августа 1941 года в 7-м истребительном авиационном корпусе ПВО в д. Горелово Лениниградской области сформирован штаб 426-го истребительного авиационного полка. К 1 сентября 1941 года полк полностью укомплектован личным составом. 7 октября 941 года полк перебазировался в Учебно-тренировочный центр ВВС Ленинградского фронта в г. Череповец Вологодской области. 9 ноября 1941 года переименован в 431-й истребительный авиационный полк (существовавший до этого в 7-м иак ПВО 431-й иап к этому времени был расформирован, выбыл из состава 7-го иак ПВО и отправлен на доукомплектование и переучивание).

## Расформирование полка
431-й истребительный авиационный Краснознамённый полк ПВО расформирован в 1993 году на аэродроме Африканда. В 1993 году с аэродрома Рогачёво на аэродром Африканда был выведен 641-й гвардейский истребительный авиационный Виленский ордена Кутузова полк. Оба полка были объединены в один, получивший в сентябре 1993 года наименование 470-й гвардейский истребительный авиационный Виленский ордена Кутузова полк. 1 сентября 2001 года 470-й гвардейский истребительный авиационный полк был расформирован.

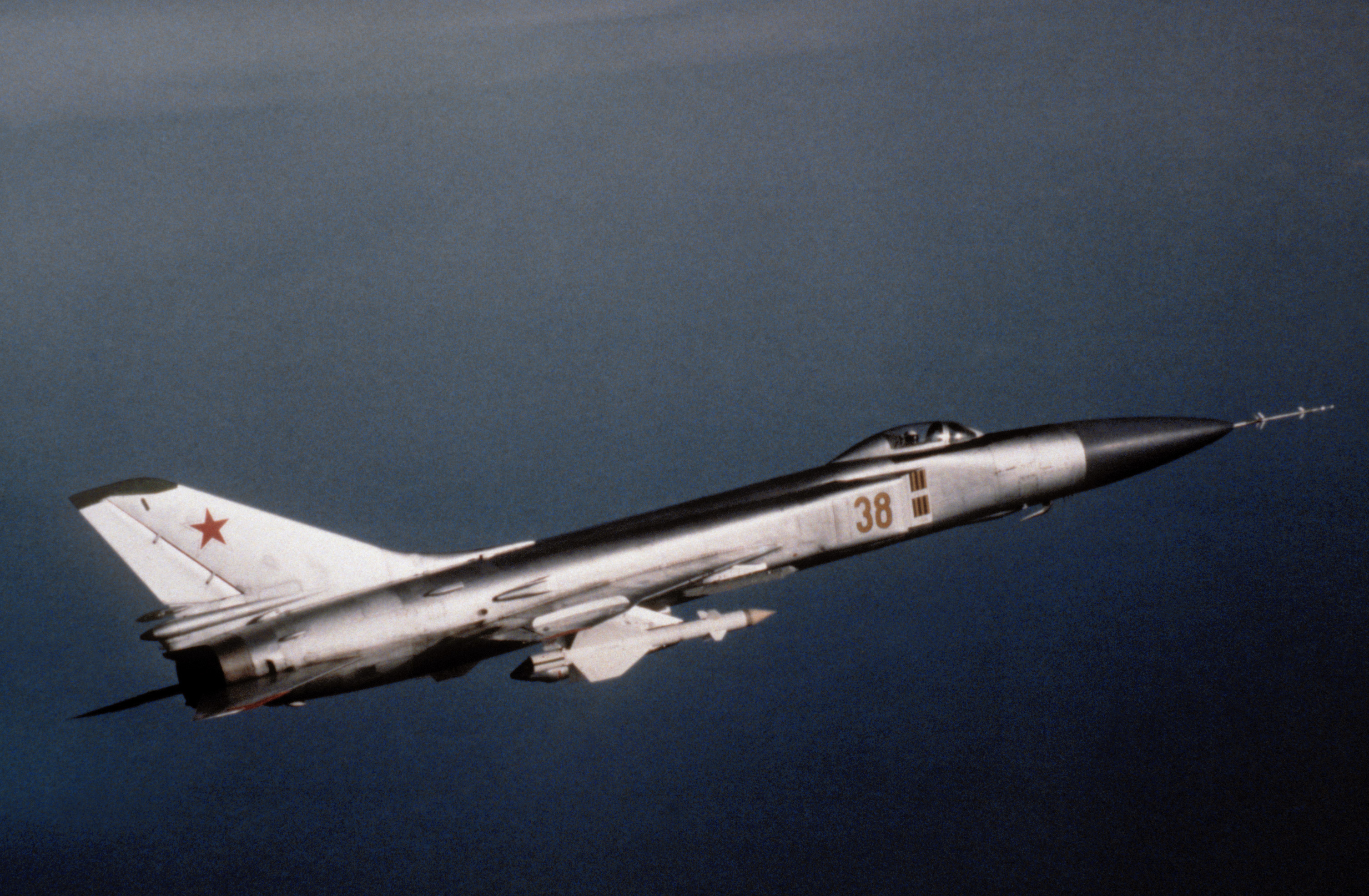
Су-15

## В действующей армии
В составе действующей армии:
- с 17 февраля 1942 года по 5 мая 1942 года,
- с 29 августа 1942 года по 10 декабря 1942 года,
- с 25 апреля 1943 года по 9 мая 1945 года.

## Командиры полка
- майор Бычков Сергей Фёдорович[3], 27.07.1941 — 09.11.1941
- майор Наумов Павел Иванович[3], 08.12.1941 — 12.04.1942
- майор Бычков Сергей Фёдорович[3], 12.04.1942 — 29.06.1942
- майор, подполковник Кукушкин Андрей Андреевич[3], 29.06.1942 — 21.02.1944
- подполковник Зайцев Александр Андреевич[3][4], 25.02.1944 — 09.1945

## В составе соединений и объединений
| Период        | Фронт (округ)                                | армия                              | корпус                                    | дивизия                                       | примечание                                                                                                   |
| ------------- | -------------------------------------------- | ---------------------------------- | ----------------------------------------- | --------------------------------------------- | --- |
| 27.07.1941 г. | Северный фронт                               | ВВС фронта                         | 7-й истребительный авиационный корпус ПВО |                                               | д. Горелово Лениниградской области                                                                           |
| 07.10.1941 г. | Ленинградский фронт                          | ВВС фронта                         |                                           | Учебно-тренировочный центр                    | г. Череповец Вологодской области                                                                             |
| 09.10.1941 г. | Ленинградский фронт                          | ВВС фронта                         |                                           | Учебно-тренировочный центр                    | Переименован в 431-й иап                                                                                     |
| 28.11.1941 г. | Сибирский военный округ                      | ВВС округа                         |                                           | 20-й запасной истребительный авиационный полк | ЛаГГ-3 |
| 04.02.1942 г. | Резерв ВГК                                   |                                    |                                           | 1-я резервная авиационная бригада             | ЛаГГ-3 |
| 10.01.1942 г. | Западный фронт                               | 43-я армия                         |                                           | ВВС 43-й армии                                | ЛаГГ-3 |
| 01.03.1942 г. | Западный фронт                               | 49-я армия                         |                                           | ВВС 49-й армии                                | ЛаГГ-3 |
| 20.03.1942 г. | Западный фронт                               | ВВС фронта                         |                                           | 5-я ударная авиационная группа                | ЛаГГ-3 |
| 05.05.1942 г. | Западный фронт                               | ВВС фронта                         |                                           | 5-я ударная авиационная группа                | сдал 10 лётчиков и 10 ЛаГГ-3 в другие авиачасти и убыл в тыл на доукомплектование и переучивание             |
| 15.05.1942 г. | Приволжский военный округ                    | ВВС округа                         |                                           | 16-й запасной истребительный авиационный полк | Баланда Саратовской области, Як-1                                                                            |
| 29.08.1942 г. | Сталинградский фронт                         | 8-я воздушная армия                |                                           | 283-я истребительная авиационная дивизия      | Як-1 |
| 07.09.1942 г. | Сталинградский фронт                         | 16-я воздушная армия               |                                           | 283-я истребительная авиационная дивизия      | Як-1 |
| 30.09.1942 г. | Донской фронт                                | 16-я воздушная армия               |                                           | 283-я истребительная авиационная дивизия      | Як-1 |
| 10.12.1942 г. | Донской фронт                                | 16-я воздушная армия               |                                           | 283-я истребительная авиационная дивизия      | Передал летно-технический состав в 563-й иап и 23 Як-1 в 520-й иап, убыл на доукомплектование и переучивание |
| 15.12.1942 г. | Приволжский военный округ                    | ВВС округа                         |                                           | 13-й запасной истребительный авиационный полк | Кузнецк Пензенской области, Як-7б                                                                            |
| 30.12.1942 г. | Приволжский военный округ                    | ВВС округа                         |                                           | 13-й запасной истребительный авиационный полк | принял в полном составе (без самолётов) эскадрилью из расформированного 929-го иап                           |
| 26.03.1943 г. | Приволжский военный округ                    | ВВС округа                         |                                           | 13-й запасной истребительный авиационный полк | получил 32 Як-7б                                                                                             |
| 17.04.1943 г. | Приволжский военный округ                    | ВВС округа                         |                                           | 13-й запасной истребительный авиационный полк | убыл на фронт                                                                                                |
| 25.04.1943 г. | Брянский фронт                               | 15-я воздушная армия               |                                           | 315-я истребительная авиационная дивизия      | Як-7б |
| 20.10.1943 г. | 2-й Прибалтийский фронт                      | 15-я воздушная армия               |                                           | 315-я истребительная авиационная дивизия      | Як-7б |
| 01.09.1944 г. | 2-й Прибалтийский фронт                      | 15-я воздушная армия               |                                           | 315-я истребительная авиационная дивизия      | получил 33 Як-9У и 6 Як-3                                                                                    |
| 15.10.1944 г. | 2-й Прибалтийский фронт                      | 15-я воздушная армия               | 14-й истребительный авиационный корпус    | 315-я истребительная авиационная дивизия      | Як-7б, Як-9У, Як-3                                                                                           |
| 01.11.1944 г. | 2-й Прибалтийский фронт                      | 15-я воздушная армия               | 14-й истребительный авиационный корпус    | 315-я истребительная авиационная дивизия      | Як-7б, Як-9У, Як-3                                                                                           |
| 09.03.1945 г. | 2-й Прибалтийский фронт                      | 15-я воздушная армия               | 14-й истребительный авиационный корпус    | 315-я истребительная авиационная дивизия      | получил 46 Як-9У                                                                                             |
| 01.04.1945 г. | Ленинградский фронт Курляндская группа войск | 15-я воздушная армия               | 14-й истребительный авиационный корпус    | 315-я истребительная авиационная дивизия      | Як-9У |
| 09.05.1945 г. | Ленинградский фронт Курляндская группа войск | 15-я воздушная армия               | 14-й истребительный авиационный корпус    | 315-я истребительная авиационная дивизия      | Як-9У |
| 10.05.1945 г. | Прибалтийский военный округ                  | 15-я воздушная армия               | 14-й истребительный авиационный корпус    | 315-я истребительная авиационная дивизия      | Як-7б |
| 01.01.1946 г. | Прибалтийский военный округ                  | 15-я воздушная армия               | 14-й истребительный авиационный корпус    | 315-я истребительная авиационная дивизия      | Як-9У |
| 04.07.1946 г. | Прибалтийский военный округ                  | 15-я воздушная армия               | 11-й истребительный авиационный корпус    | 336-я истребительная авиационная дивизия      | Як-9У |
| 20.02.1949 г. | Прибалтийский военный округ                  | 30-я воздушная армия               | 54-й истребительный авиационный корпус    | 336-я истребительная авиационная дивизия      | Як-9У |
| 01.06.1960 г. | ПВО страны                                   | 10-я отдельная армия ПВО           | 21-й корпус ПВО                           |                                               | МиГ-17, МиГ-19                                                                                               |
| 01.04.1980 г. | Ленинградский военный округ                  | ВВС Ленинградского военного округа |                                           |                                               | Су-15 |
| 01.04.1986 г. | ПВО страны                                   | 10-я отдельная армия ПВО           | 21-й корпус ПВО                           |                                               | Су-15 |
| 01.09.1993 г. | ПВО страны                                   | 10-я отдельная армия ПВО           | 21-й корпус ПВО                           |                                               | Су-15 |

## Первая известная воздушная победа полка
Первая известная воздушная победа полка в Отечественной войне одержана 7 марта 1942 года: парой ЛаГГ-3 (ведущий старший лейтенант Горохов Ю. И.) в воздушном бою в районе ст. Кондрово сбит немецкий истребитель Ме-109.

## Участие в сражениях и битвах
- Битва под Москвой — с 10 января 1942 года по 5 марта 1942 года
- Ржевско-Вяземская операция — с 10 января 1942 года по 20 марта 1942 года.
- Сталинградская оборонительная операция — с 29 августа 1942 года по 10 декабря 1942 года.
- Орловская операция «Кутузов» — с 27 июля 1943 года по 18 августа 1943 года
- Брянская операция — с 17 августа 1943 года по 3 октября 1943 года
- Ленинградско-Новгородская операция — с 14 января 1944 года по 1 марта 1944 года
- Режицко-Двинская операция — с июля 1944 года по август 1944 года
- Рижская операция — с 15 октября 1944 года по 22 октября 1944 года.
- Прибалтийская операция — с 15 октября 1944 года по 24 ноября 1944 года.
- Блокада и ликвидация Курляндской группировки — с 15 октября 1944 года по апрель 1945 года.
- Восточно-Прусская операция — с 13 января 1945 года по 25 апреля 1945 года.
- Кёнигсбергская операция — с 6 апреля 1945 года по 9 апреля 1945 года.

## Награды
431-й истребительный авиационный полк за образцовое выполнение боевых заданий командования на фронте борьбы с немецкими захватчиками и проявленные при этом доблесть и мужество Указом Президиума Верховного Совета СССР от 2 августа 1944 года награждён орденом Красного Знамени.
| МиГ-17 | МиГ-15 | МиГ-17 |

## Благодарности Верховного Главнокомандования
Верховным Главнокомандующим объявлены благодарности полку в составе 315-й иад:
- за овладение городом Идрица[5]
- за овладение городами Даугавпилс (Двинск) и Резекне (Режица)[6]
- за овладение городом Рига[7]

## Статистика боевых действий
За годы Великой Отечественной войны полком:
| Выполнено боевых вылетов | Сбито самолётов противника в воздухе | Сбито самолётов противника всего |
| ------------------------ | ------------------------------------ | -------------------------------- |
| 7840                     | 155                                  | 211                              |

Свои потери:
| Потеряно самолётов, всего | Погибло лётчиков всего |
| ------------------------- | ---------------------- |
| 108                       | 70                     |

## Самолёты на вооружении
| Период      | Самолёты |
| ----------- | -------- |
| 1942 — 1942 | ЛаГГ-3   |
| 1942 — 1942 | Як-1     |
| 1942 — 1944 | Як-7     |
| 1944 — 1951 | Як-9     |
| 1951 — 1955 | МиГ-15   |
| 1955 — 1960 | МиГ-17   |
| 1960 — 1973 | МиГ-19   |
| 1973 — 1993 | Су-15    |

## Базирование
| Период            | Аэродромы                     |
| ----------------- | ----------------------------- |
| 06.1945 — 11.1953 | Тукумс, Латвия                |
| 11.1953 — 09.1993 | Африканда, Мурманская область |